# 戦火のかなた
『戦火のかなた』（せんかのかなた、イタリア語: Paisà）は、1946年公開のロベルト・ロッセリーニ監督によるイタリアの映画である。ロッセリーニの戦争3部作と呼ばれる作品群―『無防備都市』(1945)/『戦火のかなた』(1946)/『ドイツ零年』(1948)―の2作目である。6つのエピソードで構成されている。
1943年後半にはムッソリーニが失脚して連合国側に鞍替えをしていて、この映画の時代にはドイツの傀儡政権であるサロ政権の下、ドイツ軍が敵に回っていた。
日本では1949年（昭和24年）7月に封切り。当時、連合国軍最高司令官総司令部は、外国映画の輸入を一国一社に限るとする制限を出しており、イタリア映画の輸入を目的に創設されたイタリ・フィルム社が配給した第一作となった。

## ストーリー (映画)
第1エピソード - シチリア島海岸の村へアメリカ軍が上陸する。村落の娘カルメラはドイツ兵が潜伏している城塞へ案内する。ジャージー生まれの斥候の一人は手真似で故郷の話をし、ライターの火をかざしながら家族写真の説明をするが、これが標的となって敵弾に倒れる。アメリカ兵のカービン銃で復讐しようとしたカルメラまでも犠牲になるが、発見した軍人たちはカービン銃を握っていた彼女が裏切ったと思う。 
第2エピソード - ナポリが連合軍によって解放される。少年が泥酔した黒人兵を劇場や廃墟に連れて行き、寝込んだすきに靴を盗む。3日後、この黒人MPは少年を発見し、靴を取りもどすため家まで案内させる。人々は貧困にあえぎ、少年は両親を爆弾で亡くしていた。MPは戻った靴を捨てて逃げる。 
第3エピソード – ローマで酔ったアメリカ軍戦車兵が夜更けに毛皮を着たブロンドの商売女に呼びかけられる。ベッドで「今の女はみな同じだ」といって、6ヶ月前に連合軍が初めてローマに着いた時のブロンド娘を思い出す。フランチェスカという良家の娘が彼に水を与え、家庭へ招いて歓待してくれたのだ。彼は再会を夢に描いていた。商売女は戦車兵に伝言を頼むが、彼は淫売の住所だと捨ててしまう。女は戦火で身を持ち崩したフランチェスカだった。
第4エピソード - フィレンツェではナチの勢力がまだ衰えず、イタリアのパルチザン（ゲリラ）と親ナチイタリア人勢力との間に白昼の市街戦が絶え間ない。アメリカ軍野戦病院で看護婦として働いているハリエットは戦前恋人であったギイドという画家を探している。パルチザンの頭首となっている通称「ルーポ」が重傷していることを知る。彼女は知人の男と一緒に銃弾が降りそそぐフィレンツェの市街を突破するが、敵弾に倒れたパルチザンを介抱している時、死にいく彼の口から「ルーポ、これで同じになれる」と言われ、恋人も亡くなったことを知る。 
第5エピソード – ドイツ軍の反撃が強まる中、500年も経つカトリックのフランシスコ派僧院に3人のアメリカ従軍司祭が宿を求めてくる。それぞれ宗派を異にし、カトリックとルーテル派のプロテスタントとユダヤ教である。アメリカ軍の缶詰をもらい、久しぶりのご馳走をしようと考えていた僧侶たちは異教徒が2人いて困惑して宗教論争が始まる。自分たちは2つの魂を救おうと断食をする。カトリックの司祭は戦争で忘れていたものを思い出したと感謝する。 
第6エピソード – ポー川のデルタ地帯。アメリカOSS隊員に引率されたバルチザンたちがドイツ軍に囲まれ、絶望的なゲリラ戦を繰返している。孤立化した一隊がドイツ軍艇の捕虜となり、ジュネーブ条約は捕虜まで保護していないといわれる。翌朝、彼らは手足を縛られ、川へ突き落される。悲劇を目撃しながら、なすすべがない。1944年の冬のことで、数週間後イタリアは連合軍によってドイツから解放される。

## キャスト
第Ⅰ話
- カルメラ：カルメラ・サツィオ
- ジョー（アメリカ兵）：ロバート・ヴァン・ルーン

第Ⅱ話
- ジョー（黒人のアメリカ軍のMP）：ドッツ・Ｍ・ジョンソン

第Ⅲ話
- フランチェスカ（毛皮の商売女）：マリア・ミーキ
- フレッド（アメリカの戦車兵）：ガール・ムア

第Ⅳ話
- ハリエット（イギリス軍の看護婦）：ハリエット・ホワイト
- マッシモ：レンツォ・アヴァンツォ

第Ⅴ話
- マーチン大尉（カトリック従軍僧）：ウィリアム・タブズ

第Ⅵ話
- ディル（O.S.S.の隊員）：ディル・エドマンズ
- チゴラーニ（パルチザン）：アキレ・シビエロ
- ドイツ軍将校：ロベルト・ヴァン・ローエル
- ナレーター：ジュリアス・パニカリ
  - 吹き替え初回放映 - 1983年6月4日 テレビ朝日『ウィークエンドシアター』

## 受賞
- 1946年ヴェネツィア国際映画祭　銀獅子賞
- 1946年～47年イタリア銀リボン　監督賞・脚本賞・音楽賞
- 1948年ニューヨーク映画批評家賞　最優秀外国映画賞
- 1948年ナショナル・ボード・オブ・レビュー　最優秀映画賞
- 1949年キネマ旬報ベストテン　外国映画ベストテン１位